# Cizinec v cizí zemi
Cizinec v cizí zemi je román z roku 1961 amerického spisovatele Roberta A. Heinleina. Vypráví příběh Valentina Michaela Smithe, člověka, který přichází poprvé na Zem v rané dospělosti, narodil se na Marsu a byl vychován Marťany. Román zkoumá jeho interakci s pozemskou kulturou a její případnou transformaci. Název je odkazem na Exodus 2:22. Podle Heinleina byl pracovní název knihy „Kacíř“. Několik pozdějších vydání románu jej propagovalo jako „nejslavnější sci-fi román, který byl kdy napsán“.

## Shrnutí děje
Děj se točí okolo člověka vychovaného na Marsu a jeho adaptaci na pozemskou kulturu, která je obrazem konzumní společnosti dvacátého století.
Protagonista Valentine Michael Smith je synem dvou astronautů z první expedice na Mars, který osiřel poté, co celá posádka zemřela, a byl vychován Marťany. Marťané mají kompletní kontrolu nad svými těly (naučená schopnost, kterou Valentine také ovládá). O dvacet let později přivede Smithe na Zem druhá expedice a Smith se stává dědicem celé první expedice, přestože existují Marťané, mohl by se stát vlastníkem celého Marsu.
Protože Smith není zvyklý na pozemské prostředí, je po svém příletu přijat do nemocnice, kde se spřátelí se zdravotní sestrou Gillian – první ženou, kterou kdy viděl.
Gillian poté vypráví o svých zážitcích se Smithem novináři Billu Paxtonovi, společně se poté pokusí vyvrátit vládní lži o něm. Poté, co Ben zmizí, Gillian přesvědčí Smithe, aby s ní opustil nemocnici.
Jsou ale napadeni vládními agenty, Smith je pošle do čtvrtého rozměru a když vidí vyděšenou reakci Gillian, upadne do stavu podobnému katatonii. Gillian odvede Smitha k Jubalu Harshawovi, slavnému spisovateli, lékaři a právníkovi.
Smith nadále projevuje psychické schopnosti a nadlidskou inteligenci společně s dětinskou naivitou. Když se mu Jubal snaží vysvětlit náboženství, Smith chápe pojem „Bůh“ jen jako „Ten jenž grokuje“, což jsou všechny formy života, jiné pozemské pojmy jako oblečení, válka nebo žárlivost jsou mu cizí, na druhou stranu posmrtný život bere jako něco známého a samozřejmého, protože vládu Marsu tvoří duchové zemřelých Marťanů a je zvykem, aby blízcí zemřelého snědli jeho pozůstatky. Nakonec Harshaw získá pro Smitha svobodu.
Nyní svobodný Smith se stává celebritou a prozkoumává mnoho pozemských náboženství a dokonce i krátce působí jako kouzelník v cirkusu.
Poté založí svojí církev, „Církev Všech Světů“, jejíž členové se učí marťanský jazyk a získávají psychokinetické schopnosti. Církev je nakonec v obležení a Smith je zatčen policií, ale uteče a vrátí se ke své církvi a oznámí Jubalovi, že své obrovské jmění přepsal na církev. S pomocí tohoto jmění a svých nových schopností budou členové církve schopni přetvořit lidskou kulturu a společnost, nakonec ti, kteří se nenaučí marťanským způsobům, zemřou a nahradí je Homo Superior. Ti zachrání lidstvo před zničením Marťany, kteří kdysi zničili Planetu V.
Smith je nakonec zabit rozzuřeným davem, poté krátce promluví k Jubalovi z posmrtného života a zachrání ho tak před sebevraždou. Jubal a někteří členové církve podle Smithova přání snědí Smithovy pozůstatky a poté se vrátí do Jubalova domova. Na konci knihy je naznačeno, že Valentine Michael Smith mohl být inkarnací archanděla Michaela.

## Význam
Cizinec v cizí zemi uvedl do angličtiny slovo „grokovat“ což doslova znamená „pít“, ale také „milovat“ a „být jedním s“. Slovo se rychle stalo populárním mezi fanoušky sci-fi, hipíky a hackery [zdroj?] a dostalo se do Oxfordského slovníku.

## V populární kultuře

### Hudba
- „Stranger in a Strange Land“ skladba na albu October skupiny U2 z roku 1981.
- „Stranger in a Strange Land“ skladba na albu Somewhere in Time skupiny Iron Maiden z roku 1986.
- „Stranger in a Strange Land“ skladba na albu Snow skupiny Spock’s Beard z roku 2002
- „Stranger in a Strange Land“ skladba na albu This is War skupiny 30 Seconds z roku 2009.

### Film a televize
- V epizodě Tajemný Charlie seriálu Star Trek vystupuje člověk, který byl vychován mimozemšťany a má nadpřirozené schopnosti.
- Jedna z epizod třetí série seriálu Ztraceni se jmenuje „Cizinec v Cizí Zemi“ a obsahuje některé prvky knihy.
- Ve filmu z roku 2009 Futurama: Fialový trpaslík jedna postava používá slovo grok, dokud ho Fry nezastaví.

## Česká vydání
Kniha byla vydána v roce 1994 nakladatelstvím And Classic a v roce 2009 jej v češtině vydalo nakladatelství Banshies.
V roce 2020 uvedlo nakladatelství Argo nové vydání na trh v rámci edice Fantastika. Toto vydání obsahuje kompletní příběh (autor musel původně na "žádost" nakladatelství příběh zkrátit o několik kapitol, viz předmluva knihy).